# Francesco d’Elci
Francesco d’Elci (ur. 6 października 1707 w Sienie, zm. 4 kwietnia 1787 w Rzymie) – włoski kardynał.

## Życiorys
Urodził się 6 października 1707 roku w Sienie, jako syn Orsa d’Elciego i Cateriny Tempi. W młodości został referendarzem Trybunału Obojga Sygnatur i klerykiem Apostolskiej. 26 kwietnia 1773 roku został kreowany kardynałem diakonem i otrzymał diakonię Sant'Angelo in Pescheria. Zmarł 4 kwietnia 1787 roku w Rzymie.